# 周樸 (順治進士)
周樸，直隸順天府密雲縣人，清朝政治人物、進士出身。

## 生平
順治二年（1645年）乙酉科順天鄉試舉人，順治三年（1646年），聯登進士，官至山東陽信縣知縣。